# Denominazione di origine controllata
Denominazione di origine controllata, w skrócie DOC, i Denominazione di origine controllata e garantita (DOCG) – włoskie oznaczenia pochodzenia stosowane dla artykułów spożywczych, przede wszystkim win, podobnym do francuskiego appellation d’origine contrôlée (AOC) czy niemieckiego Q.b.A. Oznaczenie DOC jest czasami używane dla innych produktów jako alternatywa dla denominazione di origine protetta (DOP), np. serów parmezan i pecorino.

## Historia
Prawnie uregulowane określenie pochodzenia zostało wprowadzone w 1963 roku, by osiągnąć trwałe polepszenie jakości produkowanych win i aceto balsamico. W 1992 roku Unia Europejska zharmonizowała rozmaite krajowe systemy gwarancji jakości i stworzyła m.in. oznaczenie Protected Designation of Origin (PDO), znane w Polsce jako „Chroniona Nazwa Pochodzenia”. W tym samym roku włoskie kryteria DOC zostały dostosowane do wymagań godła PDO. Duża rozpoznawalność lokalnych oznaczeń powoduje, że rzadko spotyka się godło unijne samodzielnie.

## Klasyfikacja
Istnieją trzy poziomy:
- DO – Denominazione di Origine (oznaczenie pochodzenia, rzadko spotykane),
- DOC – Denominazione di Origine Controllata (kontrolowane oznaczenie pochodzenia),
- DOCG – Denominazione di Origine Controllata e Garantita (kontrolowane oznaczenie gwarantowanego pochodzenia – najwyższa klasa jakości).

W skali jakości wina we Włoszech wina DOC i DOCG mieszczą się powyżej win klasy indicazione geografica tipica (IGT).

## KryteriaDenominazione di origine controllata(DOC)
Akty prawne określają m.in. maksymalną wydajność z hektara, obszar produkcji, minimalny poziom alkoholu, dopuszczone odmiany winogron, a czasami także minimalny okres starzenia. W ramach DOC można określać warianty (np. Aldo Adige Lagrein DOC, Alto Adige Pinot Bianco DOC itd.). Wina klasy DOC nie mogą być sprzedawane w pojemnikach o pojemności większej niż 5 litrów.

## Denominazione di origine controllata e garantita(DOCG)

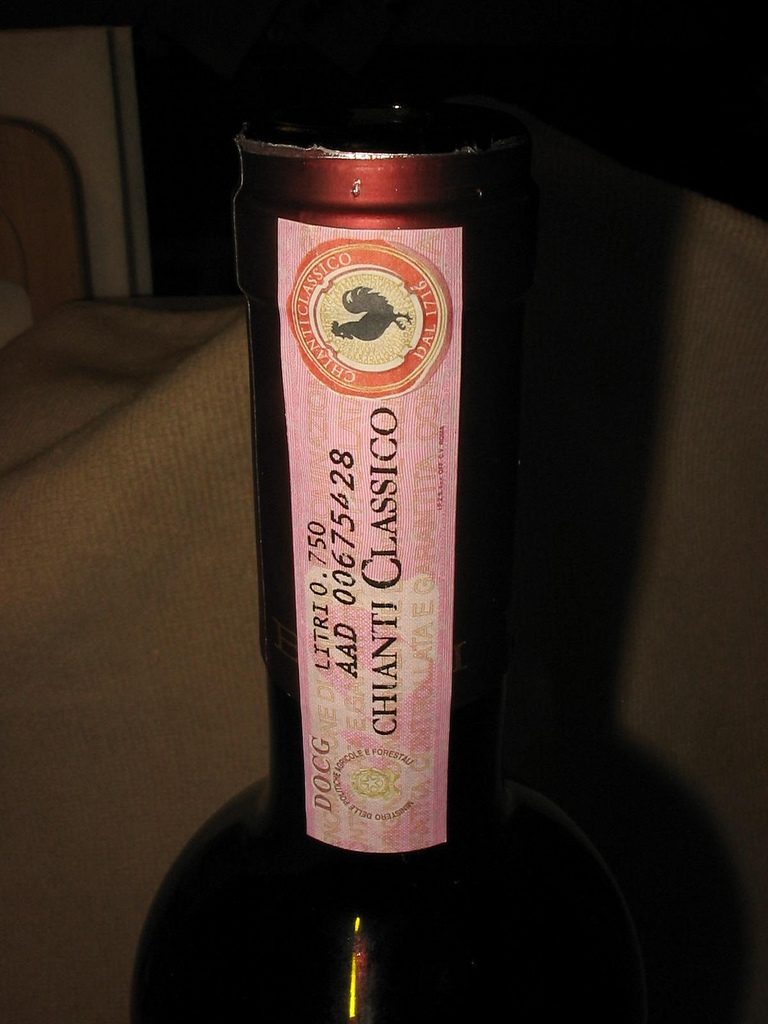
Banderola DOCG na butelce chianti classico

Wielu producentów zarzucało organom regulacyjnym zbyt swobodne przyznawanie oznaczenia DOC, co obniżało prestiż kategorii. W odpowiedzi na to powstało nowe, bardziej restrykcyjne oznaczenie DOCG (Denominazione di origine controllata e garantita), którego nazwa miała być rozpoznawalna przez konsumentów, i jednocześnie gwarantować wyższe wymagania stawiane wytwórcom.
Oprócz wymagań stawianych winom DOC, wina DOCG są sprawdzane i degustowane przez uprawnionych pracowników administracji przed butelkowaniem. Butelkowanie może odbywać się tylko na obszarze DOCG (zabronione jest wywożenie wina w zbiornikach), a butelki są plombowane za pomocą numerowanych urzędowych banderol.
W rejonie Bolzano, gdzie jednym z języków urzędowych jest język niemiecki, można także używać określeń Kontrollierte Ursprungsbezeichnung zamiast DOC i Kontrollierte und garantierte Ursprungsbezeichnung zamiast DOCG.

## Uzupełniające określenia
Włoskie prawodawstwo reguluje także użycie na etykietach następujących określeń win DOC i DOCG:
- classico – ograniczone do obszarów, gdzie dany rodzaj wina był produkowany „tradycyjnie”; przykładowo, dla wina chianti classico ten „tradycyjny obszar” został określony rozporządzeniem z 10 lipca 1932; dotyczy tylko niektórych apelacji;
- riserva – może być używane, jeśli wino było starzone przynajmniej dwa lata lub więcej, w zależności od przepisów obowiązujących w danej apelacji;
- superiore – dla win o wyższej zawartości alkoholu niż wymagana; przepisy mogą też wymagać dłuższego starzenia[3].